# Ferran Costa Pinazo
Ferran Costa Pinazo (Castelldefels, Barcelona, España, 1 de octubre de 1994) es un entrenador de fútbol español.

## Trayectoria
Ferran Costa comenzó su carrera en los banquillos de la U. E. Castelldefels de su ciudad natal, al que dirigió la temporada 2010-11. Desde 2011 a 2014, dirigió al C. D. Marianao Poblet de la Primera Catalana, siendo sustituido por Antonio Cosano.
En verano de 2014, se integró en la estructura de la C. F. Damm para dirigir durante dos temporadas al Cadete "A" de la División de Honor. En la temporada 2016-17, firmó por el Centre d'Esports Manresa para dirigir al Juvenil "A". En la temporada 2007-18, se fue el Juvenil "A" de División de Honor del Gimnàstic Manresa, al que dirigió durante dos temporadas.
El 23 de septiembre de 2019, firmó como segundo entrenador del Terrassa F. C., para ser ayudante de Xavier Molist Berga.
En julio de 2020, fichó por el Centre d'Esports Manresa de la Tercera División de España. El 22 de mayo de 2022, logró el ascenso a la Segunda Federación tras vencer por dos goles a uno al C. E. L’Hospitalet, logrando el liderato y el ascenso por primera vez en los 116 años de historia del club. En la temporada 2022-23, continuó como entrenador del Centre d'Esports Manresa de la Segunda Federación.
El 26 de julio de 2023, firmó por el Club de Fútbol Badalona Futur de la Segunda Federación. Tras su buen desempeño en el equipo catalán, el 30 de marzo de 2024 fue nombrado entrenador del Futbol Club Andorra, consiguiendo su salto a la segunda categoría del fútbol español, sin embargo no pudo evitar el descenso del equipo a la Primera Federación. Tras la pérdida de la categoría del Andorra la directiva mantuvo a Costa en su puesto al considerar que su perfil encajaba con la política del club, no obstante al empezar la segunda vuelta de la temporada 2024-25 fue destituido de su cargo.
El 1 de julio de 2025, Ferran Costa firma por el CE Sabadell FC de la Primera Federación. 

## Clubes
| Club                                  | País   | Año       |
| ------------------------------------- | ------ | --------- |
| U. E. Castelldefels                   | España | 2010-2011 |
| C. D. Marianao Poblet                 | España | 2011-2014 |
| C. F. Damm (categorías inferiores)    | España | 2014-2016 |
| Centre d'Esports Manresa Juvenil "A"  | España | 2016-2017 |
| Club Gimnàstic de Manresa Juvenil "A" | España | 2017-2019 |
| Terrassa F. C. (2.º entrenador)       | España | 2019-2020 |
| CE Manresa                            | España | 2020-2023 |
| CF Badalona Futur                     | España | 2023-2024 |
| FC Andorra                            | España | 2024-2025 |
| CE Sabadell                           |        | 2025-2026 |